# Gras Savoye
Pour les articles homonymes, voir Savoye.
L'entreprise WTW, anciennement connue sous le nom de Gras Savoye est une société de courtage d'assurance et de réassurance française, fondée en 1907. Elle appartient au groupe Willis Towers Watson depuis 2015.

## Histoire

### Origines

Ancien logo.

La société Gras Savoye est fondée à Lille en 1907 à la suite de la rencontre entre Pierre Savoye et Gustave Gras, deux assureurs nordistes, qui décident de se spécialiser dans la couverture des risques dans les industries textiles. Leurs activités portent également sur les industries minières et chimiques puis l'automobile et le transport maritime.
L'entreprise ouvre un premier bureau à Paris en 1928 avant d'y transférer son siège social en 1941. Le premier bureau à l'étranger ouvre à Madrid en 1966. En 1997, l'entreprise conclut un partenariat avec le groupe britannique Willis.

### Développement
En avril 2015, Willis Group annonce pour la fin de l'année l'acquisition de 70 % des participations chez Gras Savoye pour environ 510 millions d'euros, ainsi que la reprise d'une dette de 50 millions d'euros,.
Le 29 décembre 2015, Willis acquiert 100 % du capital de Gras Savoye.
Le 5 janvier 2016, Willis et Towers Watson fusionnent et deviennent Willis Towers Watson.
Courtier en France des grandes entreprises, des ETI et des PME, depuis 1992, Gras Savoye dispose d'un réseau de courtage dans l’hexagone avec plus de 30 bureaux en métropole et Outre-mer et d’un accès à plus de 140 pays à travers le réseau international de Willis Towers Watson.
En 2019, Gras Savoye perd la gestion de la société de distribution spécialisée CFAO au profit du courtier Olea, créé en 2017 par d'anciens dirigeants de Gras Savoye. 
En 2022, Gras Savoye opère sa transformation dans le groupe Willis Towers Watson et devient WTW.